# Baron Hindlip
Baron Hindlip, of Hindlip in the County of Worcester and of Alsop-en-le-Dale in the County of Derby, ist ein erblicher britischer Adelstitel in der Peerage of the United Kingdom.
Familiensitz der Barone war früher Hindlip Hall bei Worcester in Worcestershire, heute wohnen die Barone in London.

## Verleihung
Der Titel wurde am 16. Februar 1886 für den Brauereiunternehmer und konservativen Unterhausabgeordneten Sir Henry Allsopp, 1. Baronet geschaffen. Bereits am 7. Mai 1880 war ihm der fortan nachgeordnete Titel Baronet, of Hindlip Hall in the Parish of Hindlip in the County of Worcester, verliehen worden.
Heutiger Titelinhaber ist seit 2024 sein Ur-ur-urenkel Henry Allsopp als 7. Baron.

## Liste der Barone Hindlip (1886)
- Henry Allsopp, 1. Baron Hindlip (1811–1887)
- Samuel Allsopp, 2. Baron Hindlip (1842–1897)
- Charles Allsopp, 3. Baron Hindlip (1877–1931)
- Charles Allsopp, 4. Baron Hindlip (1906–1966)
- Henry Allsopp, 5. Baron Hindlip (1912–1993)
- Charles Allsopp, 6. Baron Hindlip (1940–2024)
- Henry Allsopp, 7. Baron Hindlip (* 1973)

Titelerbe (Heir Apparent) ist der Sohn des aktuellen Titelinhabers Hon. Jasper James Allsopp (* 2017).